# Carter Wong
Carter Wong (geboren als Chia-Ta Huang op 22 maart 1947) is een Chinees acteur, die vooral bekend is van rollen in kungfu-actiefilms. De grootste films waarin Wong meespeelde zijn Big Trouble in Little China uit 1986 en Yong zheng ming zhang Shao Lin men uit 1977. Hij speelde als acteur in meer dan zeventig martialartsfilms. Daarnaast heeft hij stuntwerk gedaan voor films en was hij instructeur voor de gevechten in de film Rambo III. Wong is nog altijd actief in martial arts.

## Filmografie
Wongs eerste substantiële filmrol was in de film He qi dao uit 1972, waarin hij Kao Chang speelt. Vanaf dat moment speelde hij onder diverse pseudoniemen jaren achter elkaar in meerdere martialartsfilms per jaar, meestal gebaseerd op zijn kungfukunsten. Zijn films werden doorgaans in China en Taiwan opgenomen en in zijn moedertaal Mandarijn gesproken. Met de groeiende populariteit van Chinese kungfufilms in de rest van de wereld, werd een groot aantal titels waarin Wong speelde in die tijd in het Engels nagesynchroniseerd, waaronder in 1978 in de klassieker Tai ji yuan gong (vertaald als ‘Born Invincible’), waarin hij een shaolinvechter speelt die van kinds af aan dusdanig getraind is in een combinatie van kungfu en tai chi, dat hij onkwetsbaar is voor wapens. Met de film Yong zheng ming zhang Shao Lin men (vanaf 1982 vertaald in de rest van de wereld uitgebracht als ‘Shaolin Invincibles’) speelt hij zichzelf in de kijker voor Hollywood en wordt hij uitgenodigd om ook daar films te komen maken. 

## Regisseur
Naast rollen als filmacteur heeft Wong de vechtscènes geregisseerd voor een aantal films.

## Overige
Wong was vechtsportleraar voor de politie in Hongkong.

## Filmografie
- Hap Ki Do (1972) ... Kao Chung
- The Opium Trail (1973) ... Pai Chien
- When Taekwondo Strikes (1973) ... Jin Zheng Zhi
- Bruce Lee, the Man and the Legend (1973) ... [Himself]
- Back Alley Princess (1973) ... Chiang's eldest student
- The Tournament (1974) ... Lau Siu-Fung's brother
- The Skyhawk (1974) ... Leo
- Naughty! Naughty! (1974) ... Boss Feng's thug
- Kung Fu on the Bosporus (1974) ... Captain Wong (new edit)
- 18 Shaolin Disciples (1975)
- The Seven Coffins (1975)
- The Association (1975) ... policeman
- Hong Kong Superman (1975)
- The Dragon Tamers (1975) ... Fang
- Dragon Gate (1975) ... Chang Mao
- All in the Family (1975) ... Policeman
- Marco Polo (1975) ... Zu Jianmin
- Mutiny on the High Sea (1975)
- Heroes in the Late Ming Dynasty (1975) ... Emperor
- Eight Hundred Heroes (1975) ... Mr Wang
- 18 Bronzemen (1976) ... Brother Wan
- Shaolin Kung Fu Mystagogue (1976) ... Fang Shao Ching
- The Good, the Bad and the Loser (1976) ... The Bad
- The Ming Patriots (1976)
- The Story of the Dragon (1976) ... Mr Liu
- Traitorous (1976) ... Shang Yung
- Return of the 18 Bronzemen (1976) ... Yong Zhen
- The Blazing Temple (1976)
- The Best of Shaolin Kung Fu (1976)
- The Last Battle of Yang Chao (1976) ... Chu Chin-yeung
- The Invisible Terrorist (1976)
- The Shaolin Invincibles (1977) ... Kan Feng Chih
- Princess and the Toxicant (1977)
- The Fatal Flying Guillotines (1977) ... Shen Ping
- Shaolin Death Squads (1977)
- The Shaolin Kids (1977) ... Shang Kuan Tung
- The Eight Masters (1977) ... Chu Shiao Chieh
- Chivalrous Inn (1977)
- Killer from Above (1977) ... Hsueh Ko Shu
- Heroes of the Eastern Skies (1977) ... Japanese pilot
- The Shaolin Brothers (1977) ... General Ko Lung-Ta
- The Mysterious Heroes (1977) ... Chu Tien Lung
- Shaolin Iron Finger (1977)
- The Rebel of Shao-Lin (1977) ... Lei Pang Fei
- Super Kung Fu Fighter (1978)
- Snaky Knight Fight Against Mantis (1978) ... Chan Sing Kwan
- Raging Tiger Vs. Monkey King (1978)
- Funny Kung Fu (1978) ... Hsu Shi-Chun
- Filthy Guy (1978)
- Born Invincible (1978) ... Tieh Wu Ching
- Way of the Black Dragon (1978)
- Killer of Snake, Fox of Shaolin (1978) ... wandering hero
- Magnificent Fist (1978)
- The Legendary Strike (1978) ... Lord Yun
- The Magnificent (1979)
- Rage of the Dragon (1980) ... Master Kwan
- Mr. Kwong Tung and the Robber (1980)
- The Luckiest Trio (1980) ... Superintendent Wong
- The Furious Killer (1981)
- Gold Constables (1981)
- The Cold Blooded Murder (1981)
- Emperor of Shaolin Kung Fu (1981) ... Tu, the butcher
- Interpol (1982)
- Blow Up (1982) ... Red Skivvy
- Kickboxer the Champion (1990) ... [THE MAGNIFICENT footage]
- The Transmigration Romance (1991) ... Mo Tsai
- Sex For Sale (1993) ... Huang
- The Way of the Lady Boxers (1993) ... Captain Chiu Chie
- Hope (1995) ... office clerk in Canada
- Asian Cop - High Voltage (1995) ... Police Officer
- Naked Angel (1996)
- Hero the Great (2005)

### Als regisseur van vechtscènes
- Raging Tiger Vs. Monkey King (1978)
- Magnificent Fist (1978)
- Sex For Sale (1993)